# Pietro Comuzzo
Pietro Comuzzo, né le 20 février 2005 à San Daniele del Friuli en Italie, est un footballeur italien, qui évolue au poste de défenseur central à l'ACF Fiorentina.

## Biographie

### En club
Né à San Daniele del Friuli en Italie, Pietro Comuzzo est formé à l'ACF Fiorentina, qu'il rejoint à l'été 2019 en provenance du Pordenone Calcio. Il s'impose dans les équipes de jeunes de la Viola, étant notamment capitaine avec les moins de 18 ans. Le 31 mars 2023, Comuzzo signe son premier contrat professionnel avec la Fiorentina, le liant au club jusqu'en juin 2025, avec une année supplémentaire en option.
Il joue son premier match en professionnel le 8 octobre 2023, lors d'une rencontre de Serie A contre le SSC Naples. Il entre en jeu à la place de Jonathan Ikoné et son équipe s'impose par trois buts à un,.

### En sélection
Pietro Comuzzo représente l'équipe d'Italie des moins de 17 ans, jouant deux matchs avec cette sélection en 2022.
En novembre 2024, Pietro Comuzzo est convoqué pour la première fois avec l'équipe nationale d'Italie par le sélectionneur Luciano Spalletti. Mais il ne joue aucun match lors de ce rassemblement.